# Camponotus robecchii
Camponotus robecchii är en myrart som beskrevs av Carlo Emery 1892. Camponotus robecchii ingår i släktet hästmyror, och familjen myror.

## Underarter
Arten delas in i följande underarter:
- C. r. abyssinicus
- C. r. assumptionis
- C. r. dispar
- C. r. rhodesianus
- C. r. robecchii
- C. r. troglodytes